# Deborah Sampson
Deborah Samson Gannett (née le 17 décembre 1760 et morte le 29 avril 1827), plus connue sous le nom de Deborah Sampson, est une femme américaine connue pour s'être travestie en homme afin de rejoindre l'Armée continentale pendant la guerre d'indépendance des États-Unis,.
Elle sert pendant dix-sept mois sous le nom de Robert Shurtliff et est libérée de son service à West Point, sans que son travestissement n'ait été percé à jour par ses compagnons d'armes et sa hiérarchie.

## Biographie

### Enfance et contexte familial
Deborah Sampson naît le 17 décembre 1760 à Plympton dans le Massachusetts dans une famille modeste:24. Ses parents sont Deborah Bradford et Jonathan Sampson (ou Samson):24. Elle a quatre frères et deux sœurs : Jonathan (né en 1753), Elisha (né en 1755), Hannah (née en 1756), Ephraim (né en 1759), Nehemiah (né en 1764), et Sylvia (née en 1766). La mère de Deborah Sampson est l'arrière petite fille de William Bradford, gouverneur de la colonie de  Plymouth. Parmi ses ancêtres se trouvent des descendants de passagers du Mayflower.
Il est raconté à Deborah Sampson que son père aurait disparu en mer, mais il est plus probable que ce dernier ait abandonné sa famille et migré dans le comté de Lincoln dans le Maine:29. Il prend sous le régime de mariage de fait en common law pour femme Martha, a au moins deux enfants avec elle et revient à Plympton en 1794 pour assister à une transaction concernant une propriété:29. En 1770 une personne habitant dans le Maine appelée Jonathan Sampson est inculpée de meurtre, mais il n'est pas sûr qu'il s'agisse de la même personne, car aucune trace biographique ne subsiste dans les actes de procès:29.
Quand le père de Sampson abandonne la famille, sa mère est incapable de subvenir aux besoins de celle-ci, elle place donc ses enfants chez des personnes de son entourage, une pratique commune dans la Nouvelle-Angleterre au XVIIIe siècle:30-31. Deborah Sampson est placée chez une membre de la famille maternelle:30-31. Quand sa mère meurt, peu de temps après, Deborah Sampson est envoyée chez Marry Prince Thatcher (1688-1771), veuve du révérend Peter Thatcher:30-31. C'est probablement chez elle qu'elle a appris à lire grâce aux lectures des versets de la Bible:30-31.

### Formation et début de carrière
À la mort de Marry Prince Thatcher, Deborah Sampson est envoyée dans la famille de Jeremiah Thomas à Middleborough, où elle travaille en tant que servante engagée, une forme de servage en vigueur après l'abolition de l'esclavage de 1770 à 1778:31. Bien que traitée convenablement elle n'est pas envoyée à l'école avec les autres enfants de la famille, car Jeremiah Thomas ne croit pas dans l'utilité de l'éducation des femmes. Deborah Sampson arrive à contourner l'interdiction en apprenant des fils de Thomas, qui partagent leurs cours avec elle. Cette méthode est efficace, car à la fin de son temps en tant que servante engagée, elle gagne sa vie en donnant des cours durant les étés 1779 et 1780:41 et elle est tisserande pendant l'hiver[réf. nécessaire]. Jugée adroite et compétente, elle travaille à la Sproat Tavern, ainsi que pour les familles Bourne, Morton, et Leonard. Durant ses emplois en tant que professeure ou tisserande, elle loge chez ses employeurs.
Deborah Sampson possède aussi des compétences en vannerie, mécanique et menuiserie. Elle fabrique des paniers, des tabourets pour traire les vaches et des luges d'hiver, mais également des outils en bois, des girouettes et des aiguilles pour le tissage. Elle vend également en porte à porte des sertisseuses à tarte.

### Engagement dans l'armée
En 1782, Deborah Sampson endosse des habits masculins et rejoint une unité de l'armée à Middleborough dans le Massachusetts sous le nom de Timothy Thayer. Elle reçoit un bonus mais ensuite ne se présente pas comme prévu dans sa compagnie. L'enquête menée par le commandant de la compagnie révèle qu'elle a été reconnue par un résident local au moment où elle signe son engagement. Elle doit repayer la partie de la solde qu'elle n'a pas dépensée, mais n'est pas plus punie par l'Armée. L'église baptiste à laquelle elle appartient en entend parler et l'exclue de ses membres, exigeant des excuses de sa part.
Elle sert pendant 17 mois sous le nom de Robert Shurtliff et est libérée de son service à West Point, sans que son travestissement n'ait été percé à jour par ses compagnons d'armes et sa hiérarchie. Seul un médecin qui la soigne pour une fièvre découvre son identité mais ne la divulgue à son supérieur hiérarchique qu'au terme de son service dans l'armée.

## Apparence physique
Deborah Sampson mesurait 5 pieds et 9 pouces, alors que la moyenne pour les femmes de son époque est d'environ 5 pieds, et pour les hommes entre 5 pieds et 6 pouces à 5 pieds et 8 pouces,. Son biographe, Hermann Mann, qui la connaissait personnellement, indique en 1797 que « sa taille pourrait déplaire à une coquette ». Il indique aussi que ses seins sont petits, et qu'elle les bande avec un linge de lin durant ses années de service en uniforme. Mann écrit que ses traits sont réguliers, mais « qu'elle n'est pas selon ce qu'un physionomiste pourrait qualifier la plus grande des beautés ».
Un des voisins de Deborah Sampson dans ses dernières années, la décrit comme d'apparence normale. Une de ses descendantes, Pauline Hildreth Monk Wise (1914-1994) lui aurait beaucoup ressemblé selon ses proches, se basant sur un portrait de Deborah Sampson réalisé en 1797. Pauline Hildreth Monk Wise aurait aussi dépassé la plupart des hommes,. L'apparence de Sampson— grande, large, forte— contribue à son succès de travestissement.